# Blauwsnorbijeneter
De blauwsnorbijeneter  (Merops mentalis) is een bijeneter die voorkomt in bosgebieden in West-Afrika onder de Sahara.

## Kenmerken
De blauwsnorbijeneter lijkt sterk op de blauwkopbijeneter en werd lang als een ondersoort beschouwd.

## Taxonomie
Merops muelleri  s.l. is een taxon dat is opgesplitst twee soorten onder andere volgens in 2007 gepubliceerd DNA-onderzoek.
- M. muelleri sensu stricto (blauwkopbijeneter)
- M. mentalis (blauwsnorbijeneter)

Beide taxa worden ook door BirdLife International als aparte soorten beschouwd met een eigen status op de Rode Lijst van de IUCN.

## Verspreiding, leefgebied en status
De blauwsnorbijeneter komt voor in Sierra Leone, Zuidoost-Guinee, Liberia, Ivoorkust, Zuid-Ghana, Zuid-Nigeria en West-Kameroen. Het is een schaarse, lastig waar te nemen soort van meestal ongerept regenwoud.

## Status
De grootte van de populatie is niet gekwantificeerd, maar gaat in aantal achteruit. Het leefgebied van deze soort bijeneter wordt bedreigd door houtkap en omzetting van oerwoud in beweidingsgebied voor vee. Om deze redenen staat deze bijeneter als gevoelig (voor uitsterven) op de Rode Lijst van de IUCN.